# Sasha Clements
Sasha Clements (Toronto, 14 marzo 1990) è un'attrice canadese.
È diventata famosa per il suo ruolo di Kiki Kincaid nella serie televisiva Majority Rules!.

## Biografia
Nata a Toronto, Ontario, attualmente vive a Los Angeles.

## Vita privata
Nel marzo 2013 si è legata sentimentalmente all'attore Corbin Bleu, fidanzandosi nell'ottobre 2014 a Disney World. Il 23 luglio 2016 è avvenuto il loro matrimonio.

## Filmografia

### Cinema
- The Snow Queen, regia di Julian Dominic Gibbs (2005)

### Televisione
- Majority Rules! – serie TV, 26 episodi (2009)
- What's Up Warthogs! – serie TV, 1 episodio (2010)
- Rookie Blue - serie TV, 1 episodio (2011)
- Miss Reality - serie TV, 1 episodio (2011)
- Lost Girl - serie TV, 1 episodio (2012)
- Life with Boys - serie TV, 2 episodio (2012)
- Mudpit - serie TV, 2 episodio (2013)
- Come creare il ragazzo perfetto (How to Build a Better Boy), regia di Paul Hoen - film TV (2014)

## Doppiatrici italiane
Nelle versioni in italiano delle opere in cui ha recitato, Sasha Clements è stata doppiata da:
- Alessandra Bellini in Come creare il ragazzo perfetto